# Monastère Saint-Basile d'Ovroutch
Pour les articles homonymes, voir Cathédrale Saint-Basile.
Le monastère Saint-Basile d'Ovroutch  est un monastère de Bernardins du XVIIe siècle, associé à l'église Saint-Basile-le-Grand à Ovroutch en Ukraine.

## Les bâtiments
L'église a été construite en 1090, détruite en 1321 avant d'être reconstruite en style néo-russe à partir de 1907.

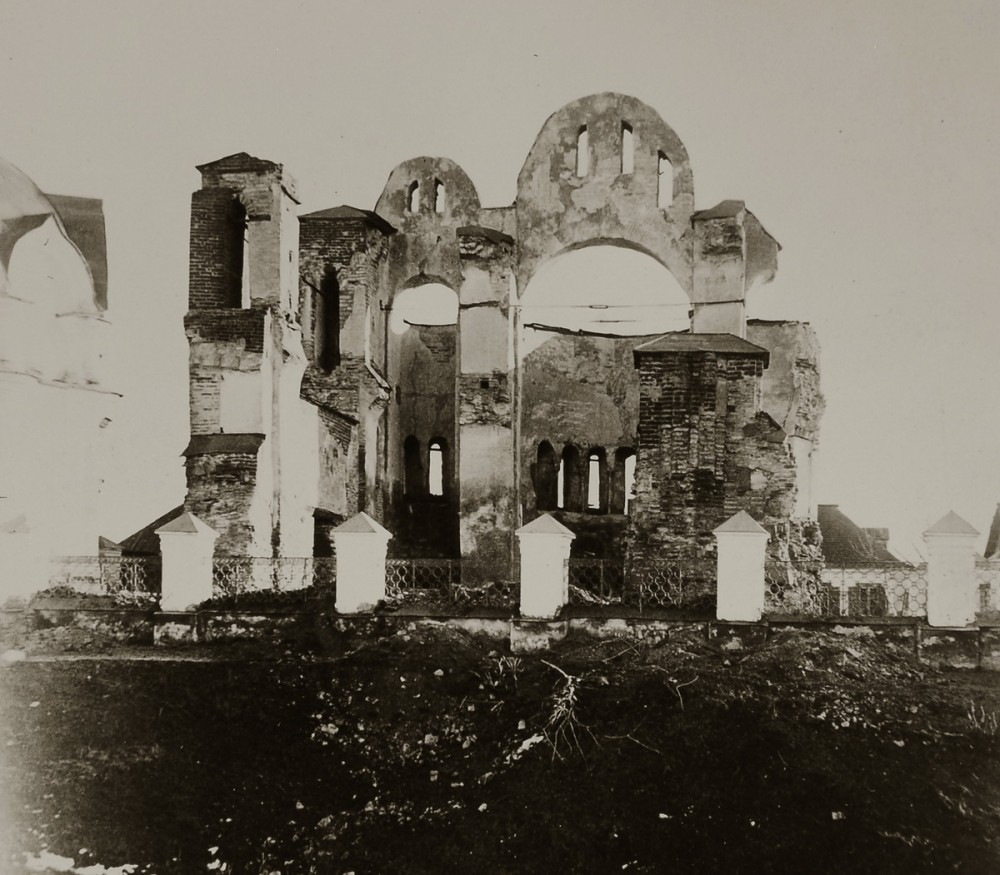
Église au début du XIXe siècle,
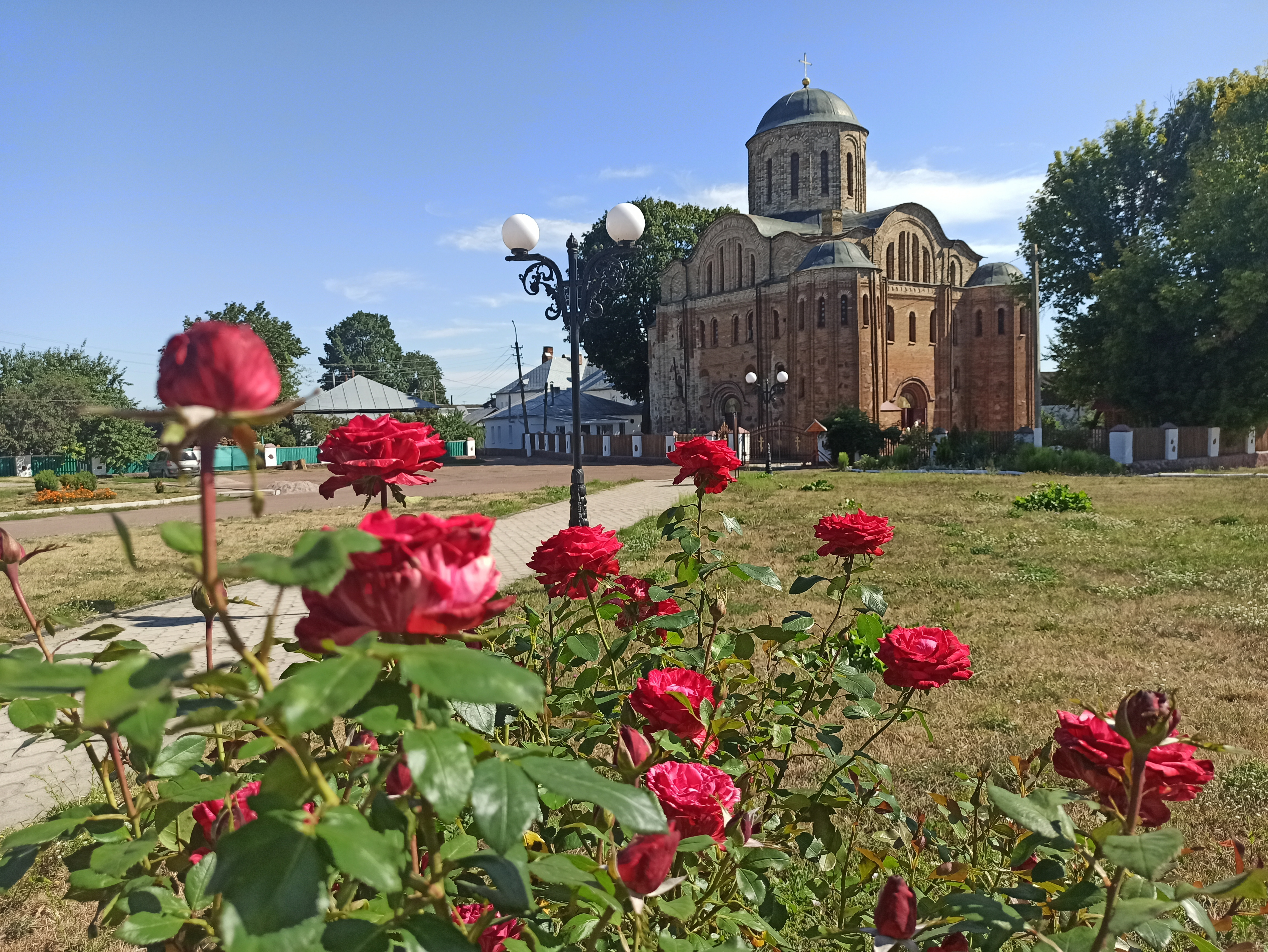
la cathédrale actuellement.
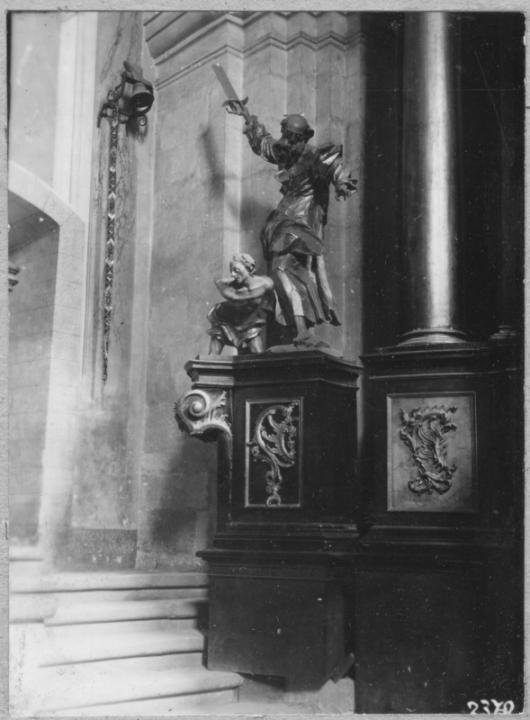
l'intérieur.
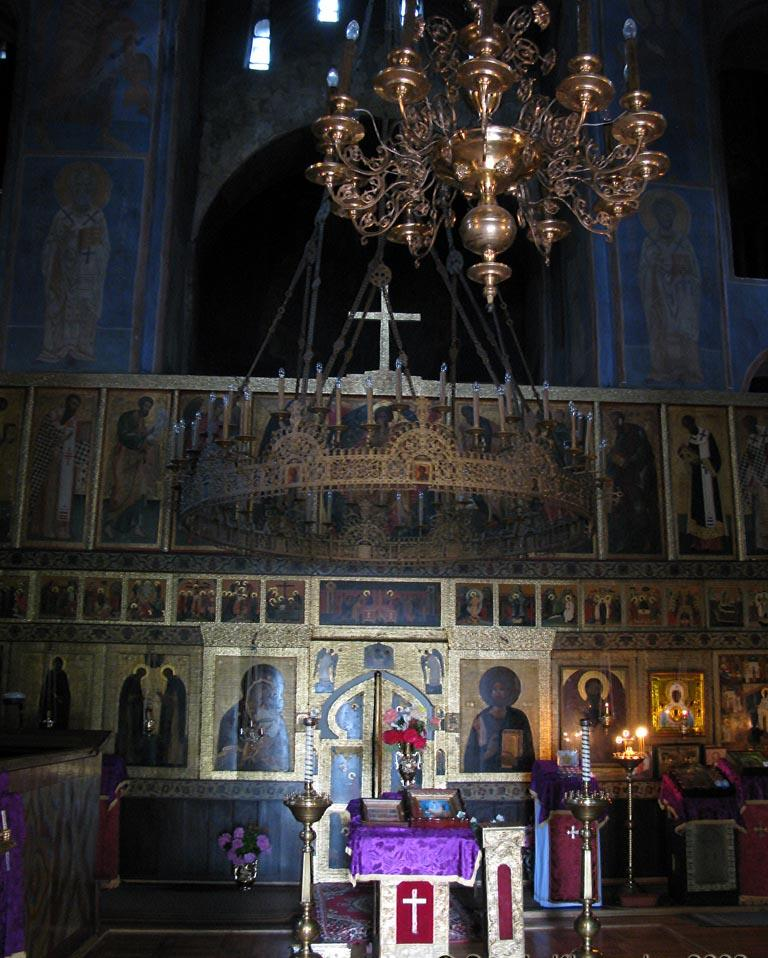
Son iconostase.
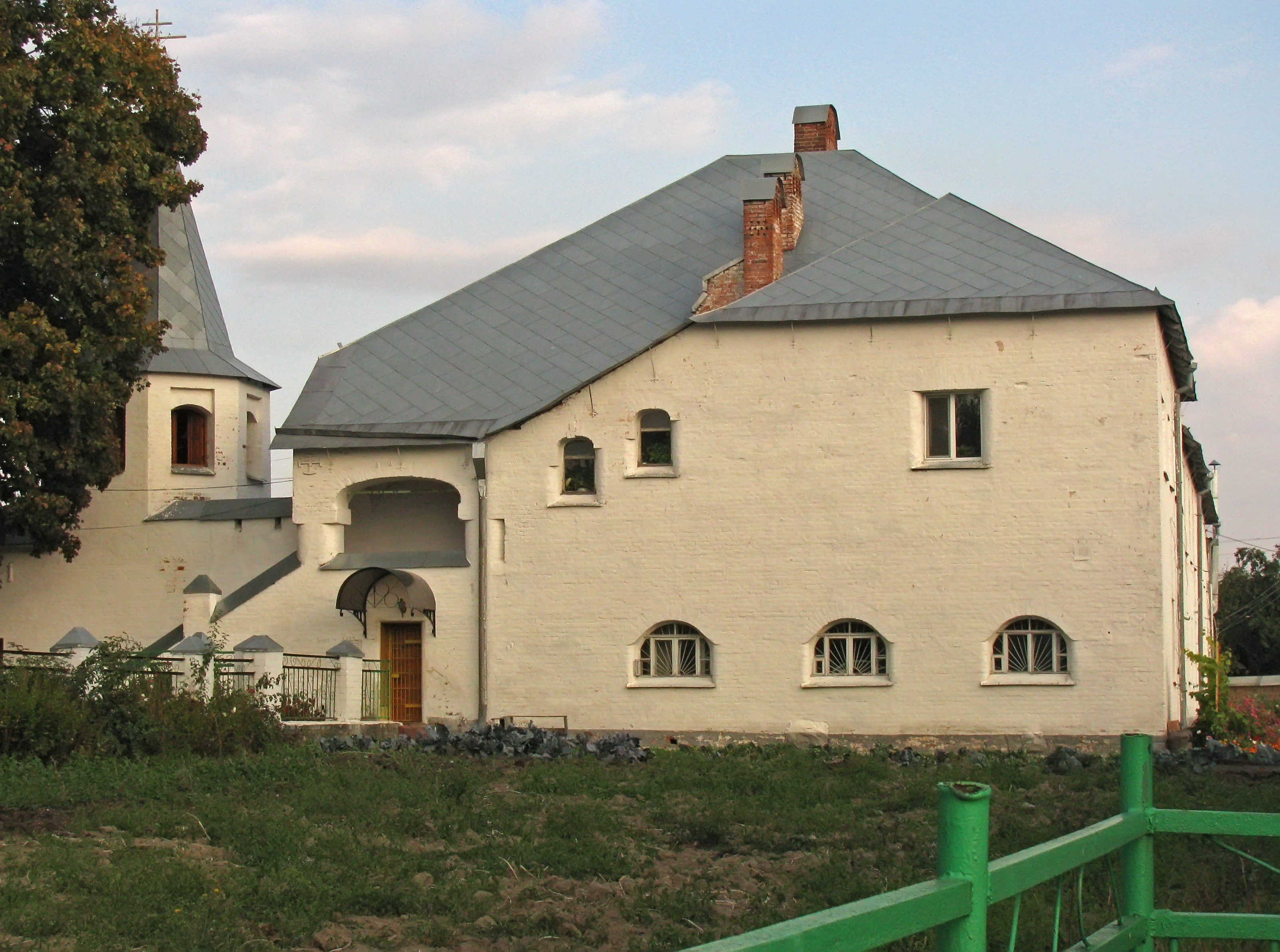
Bâtiments conventuels classés[2].